# Коту Михаља (Браила)
Коту Михаља (рум. Cotu Mihalea) насеље је у Румунији у округу Браила у општини Силиштеа. Oпштина се налази на надморској висини од 7 m.

## Становништво
Према подацима из 2002. године у насељу је живело 118 становника, од којих су сви румунске националности.